# The Firewatcher's Daughter
The Firewatcher's Daughter es el quinto álbum de estudio de la cantante estadounidense Brandi Carlile. Se lanzó el 3 de marzo de 2015, por ATO Records. El sencillo principal «The Eye», se estrenó el 15 de diciembre de 2014. Fue nominado a un Premio Grammy al Mejor Álbum Americana en 2016.

## Antecedentes y lanzamiento
Su quinto álbum de estudio The Firewatcher's Daughter se estrenó el 3 de marzo de 2015 en ATO Records. En una vista previa de su nuevo álbum, el Boston Globe escribió: «Si The Firewatcher's Daughter continúa el coqueteo country-country del Bear Creek de 2012, regresa a la canción cálida de The Story y Give Up the Ghost , o explora alguna otra dirección por completo, seguramente traerá inteligencia emocional, claridad reflexiva y, lo más importante, la voz femenina más llamativa del pop de este lado».

## Rendimiento comercial
El álbum fue el número 1 en la lista de álbumes de Top Rock de Billboard, y el primero para ella. Este fue el segundo álbum consecutivo de Carlile en romper el top diez después de que Bear Creek que llegó al número tres. El álbum encabezó las listas de éxitos en las categorías US Folk y US Rock.

## Lista de canciones
| N.º   | Título                        | Escritor(es)                           | Duración |  |
| 1.    | «Wherever Is Your Heart»      | Brandi Carlile, Tim Hanseroth          | 3:50     |  |
| 2.    | «The Eye»                     | Carlile, T. Hanseroth                  | 3:35     |  |
| 3.    | «The Things I Regret»         | Carlile, Phil Hanseroth, T. Hanseroth  | 3:26     |  |
| 4.    | «Mainstream Kid»              | Carlile, T. Hanseroth                  | 4:19     |  |
| 5.    | «Beginning to Feel the Years» | P. Hanseroth                           | 3:08     |  |
| 6.    | «Wilder (We're Chained)»      | T. Hanseroth                           | 3:32     |  |
| 7.    | «Blood Muscle Skin & Bone»    | P. Hanseroth                           | 4:16     |  |
| 8.    | «I Belong to You»             | Carlile                                | 4:30     |  |
| 9.    | «Alibi»                       | T. Hanseroth                           | 3:00     |  |
| 10.   | «The Stranger at My Door»     | Carlile                                | 3:42     |  |
| 11.   | «Heroes and Songs»            | Carlile                                | 2:47     |  |
| 12.   | «Murder in the City»          | Scott Yancey Avett, Timothy Seth Avett | 2:53     |  |
| 42:54 |                               |                                        |          |  |

## Posicionamiento en listas
| Listas (2015)                       | Mejor posición |
| ----------------------------------- | -------------- |
| Estados Unidos (Billboard 200)      | 9              |
| Estados Unidos Folk (Billboard)     | 1              |
| Estados Unidos Top Rock (Billboard) | 1              |
| Suiza (Schweizer Hitparade)         | 50             |